# Ԡ
La El con gancho medio (Ԡ ԡ; cursiva: Ԡ ԡ) es una letra de la escritura cirílica. Su forma se deriva del  Letra cirílica El (Л л) añadiendo un gancho a la mitad de la pierna derecha.
Se usaba en el idioma chuvasio, especfíficamente en la ortografía de Yakovlev que se usó entre 1873 y 1938 para representar el sonido [lj].

## Códigos informáticos
| Carácter      | Ԡ                                            | Ԡ                                            | ԡ                                            | ԡ                                            |
| ------------- | -------------------------------------------- | -------------------------------------------- | -------------------------------------------- | -------------------------------------------- |
| Unicode       | LETRA MAYÚSCULA CIRÍLICA EL CON GANCHO MEDIO | LETRA MAYÚSCULA CIRÍLICA EL CON GANCHO MEDIO | LETRA MINÚSCULA CIRÍLICA EL CON GANCHO MEDIO | LETRA MINÚSCULA CIRÍLICA EL CON GANCHO MEDIO |
| Codificación  | decimal                                      | hex                                          | decimal                                      | hex                                          |
| Unicode       | 1312                                         | U+0520                                       | 1313                                         | U+0521                                       |
| UTF-8         | 212 160                                      | D4 A0                                        | 212 161                                      | D4 A1                                        |
| Ref. numérica | &#1312;                                      | &#x520;                                      | &#1313;                                      | &#x521;                                      |